# Liste des noms français de toponymes d'Espagne
Cette liste répertorie les principaux toponymes de l'Espagne quand ils diffèrent du nom en espagnol ou du nom officiel (cas des communautés autonomes où l'espagnol n'est pas l'unique langue officielle du territoire).
Certaines villes peuvent avoir une graphie désuète en français (Figuières, Tortose...) ; l'usage consacre une ou des graphies locales (graphie officielle, graphie espagnole, graphie régionale etc. souvent indistinctement). Se référer à la page de la ville pour avoir ces précisions. Lorsqu'une ville n'a pas de terme français attesté, c'est la graphie officielle qui est usuellement préférée.

## Communautés autonomes
- Andalousie : Andalucía en espagnol.
- Asturies : Asturias.
- Îles Baléares : Illes Balears en catalan ; Islas Baleares en espagnol.
  - Majorque : Mallorca en catalan et en espagnol.
  - Minorque : Menorca en catalan et en espagnol.
  - Ibiza : Eivissa en catalan ; Ibiza en espagnol.
- Îles Canaries : Islas Canarias.
- Cantabrie : Cantabria.
- Castille-La Manche : Castilla-La Mancha.
- Castille-et-León : Castilla y León.
- Catalogne : Catalunya en catalan ; Cataluña en espagnol.
- Estrémadure : Extremadura.
- Galice : Galicia ou Galiza en galicien ; Galicia en espagnol.
- Communauté autonome du Pays basque : Euskadi en basque ; País Vasco en espagnol.
- Navarre : Navarra en espagnol ; Nafarroa en basque.
- Communauté valencienne (parfois Pays valencien) : Comunitat Valenciana (País Valencià) en valencien ; Comunidad Valenciana en espagnol.

## Villes
Andalousie
- Séville : Sevilla en espagnol.
- Xerez : Jerez de la Frontera.
- Cordoue : Córdoba.
- Grenade : Granada.
- Cadix : Cádiz.

Aragon
- Saragosse : Zaragoza.

Castille-et-León
- Salamanque : Salamanca.
- Ségovie : Segovia.

Castille-La Manche
- Tolède : Toledo.

Catalogne
- Badalone : Badalona en catalan et en espagnol.
- Barcelone : Barcelona en catalan et en espagnol.
- Figuières (désuet) ou Figueras : Figueres en catalan et officiellement ; Figueras en espagnol.
- Gérone : Girona en catalan et officiellement ; Gerona en espagnol.
- Lérida : Lleida en catalan et officiellement ; Lérida en espagnol.
- Tarragone : Tarragona en catalan et en espagnol.
- Tortose (désuet) ou Tortosa : Tortosa en catalan et en espagnol.

Galice
- Saint-Jacques-de-Compostelle : Santiago de Compostela en galicien et en espagnol.
- La Corogne : A Coruña en galicien et officiellement ; La Coruña en espagnol.

Région de Murcie
- Murcie : Murcia

La Rioja
- Logroño : Logrogne

Navarre
- Pampelune : Pamplona en espagnol ; Iruña ou encore Iruñea en basque (les deux dénominations sont officielles).

Communauté autonome du Pays basque
- Bilbao : Bilbo ou Bilbao en basque ; Bilbao en espagnol ; officiellement Bilbao.
- Fontarrabie : Hondarribia en basque et officiellement ; Fuenterrabía en espagnol.
- Saint-Sébastien : Donostia en basque ; San Sebastián en espagnol (les deux dénominations sont officielles).
- Vitoria-Gasteiz : Vitoria en espagnol ; Gasteiz en basque ; officiellement Vitoria-Gasteiz.

Communauté valencienne ou Pays valencien
- Alicante : Alacant en valencien ; Alicante en espagnol (les deux dénominations sont officielles).
- Castellón de la Plana : Castelló de la Plana en valencien ; Castellón de la Plana en espagnol (les deux dénominations sont officielles).
- Elche : Elx en valencien ; Elche en espagnol (les deux dénominations sont officielles).
- Valence : València en valencien et officiellement ; Valencia en espagnol.

## Fleuves
- L'Èbre : el Ebro
- Le Tage : el Tajo